# نشان سازندگی
نشان سازندگی از نشان‌های افتخار در ایران است. براساس ماده ۱۱ آیین‌نامه اعطای نشان‌های دولتی، نشان «سازندگی» به منظور ارج نهادن به کوشش‌هایی که در جهت سازندگی کشور انجام می‌پذیرد به افرادی اعطا می‌شود که در یکی از جهات ذیل تلاش چشمگیر داشته باشند:
1. توسعه عمران و آبادی کشور به ویژه در نقاط محروم
2. بازسازی نقاط آسیب دیده از جنگ و حوادث
3. ارائه طرح‌ها و برنامه‌های موفق عمرانی
4. افزایش کمی و کیفی محصولاتی که در رونق اقتصادی کشور نقش اساسی دارند

## دریافت‌کنندگان
| نام دریافت کننده    | نوع نشان     | درجه    | اهدا شده توسط       | در تاریخ        |
| ------------------- | ------------ | ------- | ------------------- | --------------- |
| علی‌اصغر جلال‌زاده    | نشان سازندگی | درجه سه | اکبر هاشمی رفسنجانی | ۱۵ اسفند ۱۳۷۳   |
| محمدسعیدکریمی       | نشان سازندگی | درجه سه | حسن روحانی          | ۱۵ اسفند ۱۳۹۴   |
| محمد سعیدی‌کیا       | نشان سازندگی | درجه یک | اکبر هاشمی رفسنجانی | ۲۰ فروردین ۱۳۷۴ |
| محمدجعفر بهرامی     | نشان سازندگی | درجه سه | اکبر هاشمی رفسنجانی | ۴ تیر ۱۳۷۵      |
| حمدالله محمدنژاد    | نشان سازندگی | درجه سه | اکبر هاشمی رفسنجانی | ۴ تیر ۱۳۷۵      |
| ابوالقاسم آشوری     | نشان سازندگی | درجه سه | اکبر هاشمی رفسنجانی | ۵ تیر ۱۳۷۵      |
| محمد ملاکی          | نشان سازندگی | درجه سه | اکبر هاشمی رفسنجانی | ۲۴ مرداد ۱۳۷۵   |
| عطا احمدی           | نشان سازندگی | درجه سه | اکبر هاشمی رفسنجانی | ۲۴ مرداد ۱۳۷۵   |
| محمود شیری          | نشان سازندگی | درجه سه | اکبر هاشمی رفسنجانی | ۲۴ مرداد ۱۳۷۵   |
| کریم فرج‌زاده حلوایی | نشان سازندگی | درجه سه | اکبر هاشمی رفسنجانی | ۲۴ مهر ۱۳۷۵     |
| محمود قائلی         | نشان سازندگی | درجه سه | اکبر هاشمی رفسنجانی | ۲۵ مهر ۱۳۷۵     |
| محمدحسین مقیمی      | نشان سازندگی | درجه سه | اکبر هاشمی رفسنجانی | ۲۱ آذر ۱۳۷۵     |
| بهلول امیری         | نشان سازندگی | درجه سه | اکبر هاشمی رفسنجانی | ۲۱ آذر ۱۳۷۵     |
| محمدتقی سلیمانی     | نشان سازندگی | درجه سه | اکبر هاشمی رفسنجانی | ۲۱ آذر ۱۳۷۵     |
| محمد کیافر          | نشان سازندگی | درجه سه | اکبر هاشمی رفسنجانی | ۲ بهمن ۱۳۷۵     |
| غلامحسین عبداللهی   | نشان سازندگی | درجه سه | اکبر هاشمی رفسنجانی | ۹ بهمن ۱۳۷۵     |
| غلامحسین نجابت      | نشان سازندگی | درجه سه | اکبر هاشمی رفسنجانی | ۹ بهمن ۱۳۷۵     |
| علی وکیلی           | نشان سازندگی | درجه دو | اکبر هاشمی رفسنجانی | ۲۸ بهمن ۱۳۷۵    |
| جلیل بشارتی         | نشان سازندگی | درجه دو | اکبر هاشمی رفسنجانی | ۱۹ اسفند ۱۳۷۵   |
| حبیب امین‌فر         | نشان سازندگی | درجه سه | اکبر هاشمی رفسنجانی | ۲۷ خرداد ۱۳۷۶   |
| سید ابوالحسن خاموشی | نشان سازندگی | درجه سه | اکبر هاشمی رفسنجانی | ۲۷ خرداد ۱۳۷۶   |
| محمدحسین حبیبیان    | نشان سازندگی | درجه سه | اکبر هاشمی رفسنجانی | ۲۷ خرداد ۱۳۷۶   |
| غلامرضا منوچهری     | نشان سازندگی | درجه سه | اکبر هاشمی رفسنجانی | ۱۱ مرداد ۱۳۷۶   |
| مسعود فانیان        | نشان سازندگی | درجه سه | سید محمد خاتمی      | ۱۹ خرداد ۱۳۷۸   |
| ابوالقاسم مظفری شمس | نشان سازندگی | درجه سه | سید محمد خاتمی      | ۱۱ بهمن ۱۳۷۹    |
| علی‌اکبر زحمتکش      | نشان سازندگی | درجه سه | سید محمد خاتمی      | ۱۹ دی ۱۳۸۱      |
| وفا تابش            | نشان سازندگی | درجه سه | سید محمد خاتمی      | ۱۹ دی ۱۳۸۱      |
| مصطفی صباغ ترکان    | نشان سازندگی | درجه سه | سید محمد خاتمی      | ۱۳ مرداد ۱۳۸۳   |
| محمدعلی حبیب آگهی   | نشان سازندگی | درجه سه | سید محمد خاتمی      | ۱۳ مرداد ۱۳۸۳   |
| فرهاد ایزدجو        | نشان سازندگی | درجه سه | سید محمد خاتمی      | ۱۳ مرداد ۱۳۸۳   |
| محمدحسین مقیمی      | نشان سازندگی | درجه دو | سید محمد خاتمی      | ۱۷ خرداد ۱۳۸۴   |
| سید محمدعلی افشانی  | نشان سازندگی | درجه دو | سید محمد خاتمی      | ۱۷ خرداد ۱۳۸۴   |
| علی نیکزاد          | نشان سازندگی | درجه یک | محمود احمدی‌نژاد     | ۲۲ خرداد ۱۳۹۲   |
| علی‌اکبر محرابیان    | نشان سازندگی | درجه دو | محمود احمدی‌نژاد     | ۲۲ خرداد ۱۳۹۲   |
| کرم‌رضا پیریایی      | نشان سازندگی | درجه سه | محمود احمدی‌نژاد     | ۱۲ مرداد ۱۳۹۲   |